# Èpsilon Cephei
Èpsilon Cephei (ε Cep / 23 Cephei / HD 211336) és un estel de magnitud aparent +4,18 a la constel·lació de Cefeu. Rep el nom, poc utilitzat, de Phicares, un antic nom fenici per a la constel·lació de Cefeu que significa «el que cala foc». S'hi troba a 84 anys llum del sistema solar.
Èpsilon Cephei és un estel blanc-groc de tipus espectral F0 catalogat com a subgegant, si bé la seva lluminositat 11 vegades major que la del Sol es correspon millor amb un estel de la seqüència principal. La seva temperatura superficial és de 7.330 K, amb un radi el doble del radi solar. La seva velocitat de rotació és d'almenys 90 km/s, la qual cosa la porta a completar un gir en poc més d'un dia. La seva edat estimada és d'uns 1.000 milions d'anys.
Èpsilon Cephei és una variable Delta Scuti. Aquestes són variables que presenten canvis en la seva lluentor a causa de pulsacions radials i no radials en la seva superfície, i es poden considerar cefeides de baixa massa. La lluentor d'Èpsilon Cephei fluctua entre +4,15 i +4,21 en un període de 1,0 hores, i sobreposat a ell existeix un segon període de 1,6 hores.